# Ицкович, Дмитрий Соломонович
Дмитрий Соломонович Ицкович (род. 8 апреля 1961 года, Москва) – российский издатель, медиаменеджер, продюсер. Основатель и главный редактор издания «Полит.ру». Основатель «Объединённого гуманитарного издательства». Заслуженный работник культуры Российской Федерации (2019).

## Биография
Родился 8 апреля 1961 года в Москве в семье инженера Соломона Зельмановича Ицковича и филолога Сталины Ефимовны Морозовой. В 1978 году окончил среднюю школу № 67. Отслужив в армии, в 1983 году поступил на филологический факультет Тартуского университета. Учась в Тарту, занимал должность директора Дома юного техника, работал в школе. Университет не окончил. В 1989-1990 годах жил в США.
Был несколько раз женат. От браков есть пятеро детей: сын и четыре дочери.

## Карьера
В 1992 году Ицкович создал и возглавил издательство «ИЦ-Гарант» (впоследствии переименованное в «Объединённое гуманитарное издательство» (ОГИ)), специализирующееся на литературе в сфере социально-гуманитарных дисциплин, современной художественной литературе, академических изданиях классиков.
2 октября 1996 года под руководством Ицковича вышел первый номер российского интернет-медиа «Zhurnal.ru». В рамках «Zhurnal.ru» 18 февраля 1998 года появился раздел «Полит.ру», из которого вскоре выросло одно из первых российских интернет-СМИ — информационно-аналитический портал Полит.ру. На данный момент Ицкович является председателем редакционного совета издания.
Осенью 1998 года Ицкович с партнёрами открыл первый российский интеллектуальный клуб — «Проект ОГИ», соединявший в себе кафе, книжный магазин и площадку культурных мероприятий. Позже был открыт ряд других клубов и кафе, в названии которых присутствовало «ОГИ», а также клубы «Bilingua», кафе «ZaVtra».
В 1999 году по инициативе Ицковича был запущен совместный проект издательства ОГИ и сотрудников кафедры русской литературы Тартуского университета Ruthenia.ru, впоследствии ставший одной из ведущих мировых славистических онлайн-площадок
В конце 1990-х годов Ицкович также занимался продюсированием музыкальных групп «АукцЫон» и «Ленинград».
На данный момент Ицкович является владельцем петербургских рюмочных «В бутылке» и «Залив», а также рюмочной «Зинзивер» в Москве.
Входит в жюри национальной литературной премии «Большая книга».

## Награды и звания
- Заслуженный работник культуры Российской Федерации (16 апреля 2019 года) — за большой вклад в развитие отечественной литературы и издательского дела, многолетнюю плодотворную работу[13].
- Премия Президента Российской Федерации за вклад в укрепление единства российской нации 2020 года (3 ноября 2020 года)[14].